# Сорати (округ)
Сорати (яп. 空知支庁 Сорати-ситё:) — округ в составе губернаторства Хоккайдо (Япония). На октябрь 2005 года население округа составляло 365 594 человека. Официальная площадь округа — 6,558.2 км².

## История
- 1897 год — создан округ Сорати
- 1899 год — деревня Фурано (ныне города Камифурано, Накафурано, Фурано и Минамифурано) перешли в округ Камикава

## Состав округа

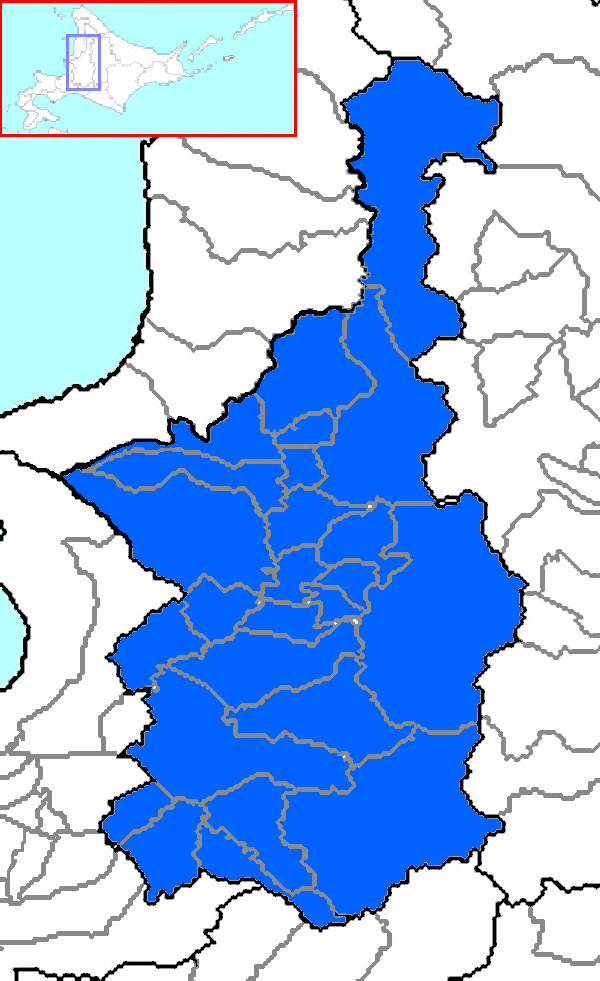
Округ Сорати

### Города
- Акабира
- Асибецу
- Бибай
- Ивамидзава (административный центр округа)
- Микаса
- Сунагава
- Такикава
- Утасинай
- Фукагава
- Юбари

### Города и деревни уездов
- Кабато
  - Синтоцукава
  - Ураусу
  - Цукигата
- Сорати[англ.]
  - Камисунагава
  - Наиэ
  - Нампоро
- Урю
  - Мосеуси
  - Нумата
  - Типпубецу
  - Урю
  - Хокурю
  - Хороканай
- Юбари
  - Курияма
  - Наганума
  - Юни